# Zabojki
Zabojki (ukr. Забойки, dawniej Zabójki) – wieś na Ukrainie w rejonie tarnopolskim należącym do obwodu tarnopolskiego, położona nad potokiem Rudą, w jej dalszym biegu nazywana Brodkiem. Znajduje się około 12 km od centrum Tarnopola.

## Przynależność administracyjna
Do upadku Austro-Węgier należały do powiatu tarnopolskiego kraju koronnego Królestwa Galicji i Lodomerii. W latach 1918–1934 administracyjnie należała do powiatu tarnopolskiego województwa tarnopolskiego i tworzyła wiejską gminę Zabojki. Po ustawie scaleniowej weszła w skład gminy Janówka. Od 1945 pod władzą USRR, od powstania Ukrainy w rejonie tarnopolskim obwodu tarnopolskiego.

## Etymologia nazwy
Wedle ludowej opowieści w miejscu wsi istniał młyn należący do dwóch braci. Wskutek kłótni o pieniądze jeden zabił drugiego i to stąd wzięła się nazwa.

## Historia
W 1890 we wsi zamieszkiwało 1429, w tym 1193 Polaków i 230 Rusinów. Na miejscowość składała się wieś właściwa z 249 domami i 1390 mieszkańcami oraz obszar dworski z dwoma domami i 33 mieszkańcami. Pod kątem wyznaniowym w Zabojkach żyło 941 rzymskich katolików podporządkowanym kościołowi w Kozłowie, 455 grekokatolików z własną cerkwią pod wezwaniem św. Kosmy i Damiana podlegających parafii w Chodaczkowie Wielkim oraz 27 wyznawców judaizmu. Poza cerkwią we wsi znajdowała się jednoklasowa szkoła, przekształcona po I wojnie światowej w czteroklasową, i gminna kasa pożyczkowa z kapitałem 1319 zł. Wieś stanowiła własność hrabiów Dzieduszyckich herbu Sas. W 1904 utworzono parafię Zabojki, dla której też wzniesiono kościół, wtedy też założono cmentarz (wcześniej katolików chowano w Kozłowie). Poza Zabojkami do parafii przynależał Dołżanka i Domamorycz.
W 1915 w pobliżu wsi toczył się zacięte walki pomiędzy Cesarstwem Niemieckim a Rosją. Zostali tam zabici m.in. dwaj Żydzi. Abracham Smetana walczył po stronie rosyjskiej i zginął w wieku 43 lat, a Baruch Siegfried z Berlina w wieku lat 28. Obaj zostali pochowani na cmentarzu katolickim, lecz po wojnie zostali ekshumowani i pochowani przez wspólnotę żydowską z Tarnopola 22 grudnia 1926.
Pierwszy spis GUS z 1921 podaje liczbę 1547 mieszkańców, w tym 1121 Polaków, 407 Rusinów i 19 Żydów. Łącznie istniało 284 zagród.
Według drugiego spisu powszechnego GUS z 1931 r. miejscowość liczyła 312 zagród i 1587 mieszkańców. Liczba ta w 1939 r. zwiększyła się do 1800 mieszkańców i 350 zagród. W tym czasie Kościół obrządku rzymskokatolickiego miał w rejestrze już 1213 wiernych. Wzniesiono nową cerkiew greckokatolicką, która z łatwością mogąca pomieścić ok. 350 wiernych. Podaje się dodatkowo, że mieszkało jeszcze kilka rodzin żydowskich i dwie niemieckie, w tym Leona Langefelta żonatego z Polką Klarą Głożek. W tym okresie wielu młodych mieszkańców wyemigrowało do Zachodniej Europy lub Ameryki. Od 1934 na czele parafii stał ks. Michał Karczewicz.
| Rok  | Liczba Mieszkańców | Polacy | Rusini/Ukraińcy | Żydzi        | Niemcy       |
| ---- | ------------------ | ------ | --------------- | ------------ | ------------ |
| 1890 | 1429               | 1193   | 230             | ?            | ?            |
| 1921 | 1547               | 1121   | 407             | 19           | ?            |
| 1931 | 1587               | ?      | ?               | kilka rodzin | dwie rodziny |
| 1939 | ok. 1800           | 1213   | ok. 600         | kilka rodzin | dwie rodziny |

Wojska radzieckie w trakcie kampanii wrześniowej wkroczyły do Zabojek już pierwszego dnia starć, tj. 17 września 1939. Już we wrześniu miejscowa bojówka OUN dokonała pojedynczych ataków oraz napadów na powracających żołnierzy, których okradała i rozbierała do naga lub mordowała. 10 lutego 1940 wysłano pierwszy transport zesłańców z Zabojek na Syberię. Przerwało je wkroczenie wojsk niemieckich 22 czerwca 1941. Ludność ukraińska i polska traktowała ich niemal jak wyzwolicieli. Tak we wspomnieniach zachował to jeden z mieszkańców, Mieczysław Gawłowski:
,,Przyszli do wioski razem z dziećmi pędzącymi bydło z pastwisk do domu. Początkowo nieufni szli z nami w pełnej gotowości bojowej, później, kiedy bliżej poznali, kim jesteśmy, weszli do zagród i bardzo im smakowało zsiadłe mleko wymieszane ze śmietaną. Była to czołówka ze rzutu spadochronowego. Do nich dołączyły dalsze pododdziały i wyruszyli, już w pojazdach, dalej na wschód."
Zaraz jednak zaczęły naprzykrzać kontyngenty wojskowe, od których jednak różnymi sztuczkami, jak przenoszenie niemieckich kolczyków z dorosłego pogłowia na młode, mieszkańcy się wymigiwali. Proceder chciała ukrócić żandarmeria niemiecka i ukraińska, która przyjechała w tej sprawie w 1942 lub 1943 do wsi. Zagrożono zalegającym gospodarzom rozstrzelaniem. Jednak samorząd wsi z wójtem na czele zorganizował na czas pobytu ekipy ekspedycyjnej wystawne posiłki. Zabito kilkadziesiąt sztuk drobiu, parę sztuk prosiaków, towarzystwo popiło, pojadło, drugie tyle żandarmeria zabrała ze sobą. Nikomu nic się nie stało.
W lipcu 1941 UPA napadło na bogatsze zagrody polskie, z których uprowadzono wartościowe przedmioty, żywność, obuwie i pogłowie. W trakcie okupacji niemieckiej niektóre rodziny ukrywały żydowskich sąsiadów m.in. rodzina Gawłowskich ukrywała Żyda Szułyma, który pochodził z Zabojek, a przed wojną mieszkał w Tarnopolu. W kwietniu 1944 z powodu zbliżającego się frontu ewakuowano większość ludności. Zginęło wtedy 15 osób poza terenem wsi. Jedyną znaną osobą z tej grupy jest Mikołaj Domaradzki. Stało się to wskutek ostrzału artyleryjskiego, przypadkowych kul lub z rąk banderowców. Po wkroczeniu Armii Czerwonej na wieży kościoła zorganizowano punkt artyleryjski. Wermacht próbował ustabilizować front na linii pobliskiego Seretu, ale Rosjanom szybko udało się go przełamać. NKWD aresztowało wójta, który z racji znajomości niemieckiego wielokrotnie jeździł na interwencje do Tarnopola. Jego rolę przejął proboszcz, lecz 31 stycznia 1945 w bliżej nieokreślony sposób nacjonaliści ukraińscy uprowadzili i zamordowali ks. Karczewicza.
Po 1945 większość mieszkańców pochodzenia polskiego przesiedlona do miejscowości Jutrzyna na Dolnym Śląsku, lecz niewielkie grupki zamieszkały również inne miejscowości w okolicy.

## Metryki[5]
Metryki dla miejscowości Zabojki, parafia Kozłów, dekanat Brzeżany.
| Metryki   | lata                           | uwagi                                                |
| --------- | ------------------------------ | ---------------------------------------------------- |
| Urodzeń   | 1776-1904                      | w zasobach Archiwum Głównego Akt Dawnych w Warszawie |
| Małżeństw | 1776-1904 i niektóre 1904-1910 | w zasobach Archiwum Głównego Akt Dawnych w Warszawie |
| Zgonów    | 1776-1904 i niektóre 1904-1910 | w zasobach Archiwum Głównego Akt Dawnych w Warszawie |

## Religia
Na terenie Zabojek działa cerkiew greckokatolicka św. Kosmy i Damiana obsługująca wiernych z okolicy. Ponadto wyznawcy rzymskiego katolicyzmu podlegają polskojęzycznej parafii NMP Śnieżnej w Draganówce, gdzie proboszczem jest ks. Paweł Czyryk.